# Wincrange
Wincrange (en luxembourgeois : Wëntger  et en allemand : Wintger) est une localité luxembourgeoise et le chef-lieu de la commune portant le même nom située dans le canton de Clervaux.
C’est la commune du Luxembourg qui a la plus grande superficie.

## Géographie
La commune est délimitée à l’ouest par la frontière belge qui la sépare de la province de Luxembourg.
| Houffalize (be) | - Gouvy (be) - Troisvierges | Weiswampach |
|                 | Wincrange                   | Clervaux    |
| Bastogne (be)   | Winseler                    | Wiltz       |

### Sections de la commune
Allerborn, Asselborn, Boevange, Boxhorn, Brachtenbach, Deiffelt, Derenbach, Doennange, Hachiville, Hamiville, Hoffelt, Lentzweiler, Lullange, Niederwampach, Oberwampach, Rumlange, Sassel, Schimpach, Stockem, Troine, Wincrange (chef-lieu)

### Autres localités
Cinqfontaines, Crendal, Lehresmühle, Maulusmühle, Neumühle, Troine-Route, Weiler

### Voies de communications et transports
- Gare de Maulusmühle (fermée depuis 2015 à cause d'une réorganisation du trafic sur la ligne 1) ;
- Gare de Schimpach-Wampach (fermée mais toujours présente au bord d'une piste cyclable).

## Histoire
La commune de Wincrange est née le 1er janvier 1978 de la fusion des communes d’Asselborn, de Boevange, d’Hachiville et d’Oberwampach.

## Politique et administration

### Liste des bourgmestres
| Identité                  | Période | Période  | Durée  | Étiquette |
| Identité                  | Début   | Fin      | Durée  | Étiquette |
| ------------------------- | ------- | -------- | ------ | --------- |
| Agnès Durdu (née en 1964) | 1993    | 2005     | 12 ans | SÉ        |
| Marcel Thommes (d)        | 2005    | En cours | 20 ans | CSV       |

## Population et société

### Démographie
L'évolution du nombre d'habitants est connue à travers les recensements de la population effectués dans le pays depuis 1821. Les recensements décennaux de la population permettent de caler les chiffres sur la composition de la population par sexe, âge, nationalité et commune de résidence. Entre deux recensements, la population au 1er janvier de l’année {\displaystyle x} est évaluée en ajoutant à la population au 1er janvier de l’année {\displaystyle x-1} les soldes naturel (naissances {\displaystyle -} décès) et migratoire (arrivées {\displaystyle -} départs) de l'année. La même méthode est appliquée pour la répartition par âge au 1er janvier et les effectifs totaux par nationalité. Depuis le 1er septembre 2023, le Luxembourg dénombre 100 communes.
Au 1er janvier 2024, la commune comptait 4 916 habitants.
| 1821  | 1851  | 1871  | 1880  | 1890  | 1900  | 1910  | 1922  | 1930  |
| ----- | ----- | ----- | ----- | ----- | ----- | ----- | ----- | ----- |
| 2 542 | 4 406 | 5 240 | 4 977 | 4 778 | 4 671 | 4 868 | 4 693 | 4 338 |

| 1935  | 1947  | 1960  | 1970  | 1978  | 1979  | 1981  | 1983  | 1984  |
| ----- | ----- | ----- | ----- | ----- | ----- | ----- | ----- | ----- |
| 4 358 | 3 886 | 3 299 | 2 985 | 2 666 | 2 658 | 2 633 | 2 580 | 2 590 |

| 1985  | 1986  | 1987  | 1988  | 1989  | 1990  | 1991  | 1992  | 1993  |
| ----- | ----- | ----- | ----- | ----- | ----- | ----- | ----- | ----- |
| 2 610 | 2 640 | 2 600 | 2 607 | 2 690 | 2 725 | 2 747 | 2 812 | 2 873 |

| 1994  | 1995  | 1996  | 1997  | 1998  | 1999  | 2000  | 2001  | 2002  |
| ----- | ----- | ----- | ----- | ----- | ----- | ----- | ----- | ----- |
| 2 972 | 3 001 | 2 971 | 3 038 | 3 071 | 3 131 | 3 176 | 3 381 | 3 403 |

| 2003  | 2004  | 2005  | 2006  | 2007  | 2008  | 2009  | 2010  | 2011  |
| ----- | ----- | ----- | ----- | ----- | ----- | ----- | ----- | ----- |
| 3 413 | 3 498 | 3 542 | 3 626 | 3 633 | 3 652 | 3 687 | 3 729 | 3 782 |

| 2012  | 2013  | 2014  | 2015  | 2016  | 2017  | 2018  | 2019  | 2020  |
| ----- | ----- | ----- | ----- | ----- | ----- | ----- | ----- | ----- |
| 3 870 | 3 944 | 4 008 | 4 099 | 4 141 | 4 227 | 4 336 | 4 392 | 4 503 |

| 2021  | 2022  | 2023  | 2024  | - | - | - | - | - |
| ----- | ----- | ----- | ----- | - | - | - | - | - |
| 4 574 | 4 691 | 4 804 | 4 916 | - | - | - | - | - |

Pour des raisons techniques, il est temporairement impossible d'afficher le graphique qui aurait dû être présenté ici.

## Culture locale et patrimoine

### Lieux et monuments
- Couvent de Cinqfontaines

### Personnalités liées à la commune
- Johan Caspar von Cicignon (1625-1696), militaire et ingénieur ;
- Nic Weber, né en 1926, journaliste, éditeur et écrivain.